# Centaurea pungens
Centaurea pungens — вид квіткових рослин родини айстрових (Asteraceae). Ареал: Алжир, Лівія, Мавританія, Марокко, Туніс.

## Середовище
Населяє сухі кам'янисті луки.

## Морфологічна характеристика
Це напівкущик 5–12 см заввишки. Стебла короткі, лежачі. Листки ліроподібні або перистороздільні, верхні іноді цілокраї, великі. Обгортка остиста, колючки довжиною 3–4 см. Квіточки пурпурові. Період цвітіння: літо.